# Irving Kaufman
Isidore Kaufman (Syracuse, 8 februari 1890 - Indio, 3 januari 1976) was een Amerikaanse zanger, platenartiest en Vaudeville-artiest. Hij trad hij ook op op Broadway.
Hij was de zoon van een Russische immigrant, en was de jongste van vijf broers. Met Philip en Jack (later ook platenartiesten) trad hij op in Vaudeville-theaters. Hij was lid van het Jenny Eddy Trio en, later, zanger van Merrick's Band. In 1914 nam hij in New York voor het eerst op. De song heette 'I Love Ladies' en kwam uit op cilinder. In de jaren die volgden nam hij onder meer op voor de labels Victor en Columbia. In 1922 nam hij met broer Jack de hit 'Mr. Gallagher and Mr. Sheen' op. Met Arthur Fields vormden de twee broers het trio The Three Kaufields. Verder nam Irving op met onder meer zangeres Vaughn de Leath. Hij was een van de top-artiesten van de jaren twintig. Ook in de jaren dertig en veertig nam hij platen op. Tevens deed hij in die periode radiowerk. Hij was de zanger van enkele nostalgia-bands en trad op op Broadway, onder meer in 'Street Scene' van Kurt Weill. Na een hartaanval in 1949 stopte hij grotendeels met werken in de muziekbusiness.

## Discografie
- The Last Recording Pioneer, Archeophone